# إدي ويليامسون
إدي ويليامسون (بالإنجليزية: Eddie Williamson)‏ هو مدير فني أمريكي، ولد في 11 ديسمبر 1951.